# Rhodia
Lex rhodia o Lex rhodiorum de jactu va ser una antiga llei romana que va prendre aquest nom perquè els romans la van copiar dels  rodis. El seu autor i la data són desconeguts.
Sembla que incloïa una ordenança marítima, però el seu contingut només és conegut per un fragment que diu que quan una part de la carrega havia de ser tirada al mar per salvar la nau, els propietaris de la càrrega que es salvava havien de compensar als que havien perdut la seva.